# Chiesa dei Santi Maurizio e Lazzaro
La chiesa dei Santi Maurizio e Lazzaro è una piccola chiesa situata nel borgo Castello a Lierna. Dedicata in un primo tempo solo a san Maurizio,  venne poi dedicata anche a san Lazzaro.

## Storia
La chiesetta dei Santi Maurizio e Lazzaro, documentata già a partire dal 1147, si trova all'interno del borgo del Castello di Lierna, i cui ruderi sono ancora incorporati nelle case circostanti. Ai lati della porta d'ingresso sono dipinte le effigi dei Santi Maurizio e Lazzaro, risalenti al Seicento, e una pala a olio, sempre di quel periodo che rappresenta "un Cristo con Marta e Maddalena", mentre sopra l'altare è conservata una statua in legno raffigurante San Maurizio.
Era progettata per svolgere le sue funzioni anche durante gli assedi, ragione per cui l'abside è rivolta al lago come bastione protettivo e l'accesso è dentro le mura del castello.